# Вишнёва, Марет-Май Яновна
Марет-Май Яновна Вишнёва (урожд. Отса; эст. Maret-Mai (Maie) Višnjova (Otsa); 22 февраля 1931, Тарту — 2 мая 2020, Йыхви) — советская баскетболистка. Заслуженный мастер спорта СССР (1960). Супруга тренера Виктора Вишнёва.

## Биография
В течение 13 сезонов играла за команду из Тарту. В 196—1967 гг. была играющим тренером минского «Динамо».
- Серебряный призёр чемпионата СССР — 3 (1957, 1958, 1959).
- Серебряный призёр II Спартакиады народов СССР (1959)
- Чемпионка Эстонской ССР — 7 (с 1950 по 1963)
- Чемпионка Белорусской ССР — 5
- 6-е место на III Спартакиаде народов СССР (1963)

Привлекалась в сборную СССР, в составе которой стала чемпионкой мира, а также завоевала несколько трофеев европейского чемпионата.
- Чемпион мира — 1 (1959)
- Чемпион Европы — 4 (1952, 1954, 1956, 1960)
- Серебряный призёр чемпионата Европы — 1 (1958).

Окончила Тартуский университет.
В 1954—1963 — тренер ЦС ДСО «Калев». Почётный член спортивного общества «Калев» (1963).
В 1967—1971 — директор ДСШ г. Кохтла-Ярве, с 1971 года работала учителем физкультуры в средней школе № 16 г. Кохтла-Ярве.

## Награды
- Орден «Знак Почёта» (27.04.1957) — «за успехи, достигнутые в деле развития массового физкультурного движения в стране, повышения мастерства советских спортсменов, и успешное выступление на международных соревнованиях»
- Медаль «За трудовое отличие» (16.09.1960) — за успешные выступления в XVII летних и VIII зимних Олимпийских играх 1960 года, а также за выдающиеся спортивные достижения[5]
- В 2002 году награждена орденом Эстонского Красного Креста 4-й степени, в 2010 году принята в Зал баскетбольной славы Эстонии.